# Over the Rainbow (chanson)
 (juillet 2013).
Si vous disposez d'ouvrages ou d'articles de référence ou si vous connaissez des sites web de qualité traitant du thème abordé ici, merci de compléter l'article en donnant les références utiles à sa vérifiabilité et en les liant à la section « Notes et références ».
Pour les articles homonymes, voir Over the Rainbow.
Over the Rainbow est l'une des chansons les plus connues de la fin des années 1930. Incarnant les espoirs et les rêves d'une jeunesse aspirant à un monde idéal d'amour et de joie, la chanson fut écrite en une nuit par Harold Arlen  pour Judy Garland qui l'interpréta dans le film Le Magicien d'Oz, et elle devint le thème musical qui devait bercer toute sa vie. En effet, on lui demanda de l'interpréter à presque toutes ses apparitions publiques.
La mélodie plaintive et les paroles simples de la chanson racontent le désir d'une adolescente de s'échapper du « désordre sans espoir » de ce monde (hopeless jumble), de la tristesse des gouttes de pluie, vers un nouveau monde plein de couleurs « par-delà l'arc-en-ciel » (over the rainbow). Cette chanson exprime aussi la croyance enfantine selon laquelle les cieux ouvriront un passage vers un lieu où « les soucis fondent comme des bonbons au citron » (troubles melt like lemon-drops).
De la même manière que White Christmas de Irving Berlin, cette chanson fut adoptée par les troupes américaines combattant en Europe pendant la Seconde Guerre mondiale, comme un symbole des États-Unis, la terre lointaine qui, après de longues années de guerre, apparaissait comme un rêve derrière un arc-en-ciel. Dans les années 1970, cette chanson a aussi été le déclencheur de la révolution homosexuelle et de la Gay Pride dans les émeutes de Stonewall, l'arc-en-ciel étant le signe de la communauté LGBT. Aujourd'hui, il peut nous échapper que la chanson avait un long couplet d'introduction, puisque celui-ci ne fut pas chanté dans le film par Judy Garland.
En 2004, la chanson est 1re au classement AFI's 100 Years... 100 Songs des 100 plus grandes chansons de films du cinéma américain.

## Le Magicien d'Oz
Dans l'ensemble, la musique du film est assez énergique, ce qui contraste avec cette mélodie calme et posée. Cette chanson est très fortement inspirée du Chant à la Lune de l'opéra Rusalka (Dvořák), une œuvre jouée pour la première fois aux Etats-Unis en 1935. Cette chanson, en tous cas, était l'une des préférées du producteur associé, Arthur Freed.
Une partie de la chanson fut bel et bien coupée du film. Un couplet supplémentaire aurait dû être chanté au moment où Dorothée est enfermée dans une salle du château de la sorcière. Un enregistrement de démo subsista, et fut inclus dans le coffret CD Deluxe. Dans cette édition, Dorothée chante en pleurant, mais incapable de finir, conclut, en larmes, « J'ai peur, Tante Em, j'ai peur ! » (I'm frightened, Auntie Em, I'm frightened!).
Cette phrase fut gardée dans le film, suivie immédiatement d'une apparition de Tante Em dans la boule de cristal de la sorcière, puis remplacée par une image de la sorcière se moquant de Dorothée, puis se tournant vers la caméra et riant de façon effrayante à l'intention du public.

## Paroles
On parle souvent de cette chanson sous le titre Somewhere Over the Rainbow, alors que la chanson n'est en fait intitulée que sobrement Over the Rainbow.
L'introduction ne fut jamais utilisée dans le film, il ne fut d'ailleurs jamais question de l'utiliser. Elle fut plus souvent jouée lors d'adaptations théâtrales du Magicien d'Oz. Cependant, les chanteurs contemporains l'utilisent souvent pour rallonger le titre sur leur album.
Le second couplet aurait dû être interprété par Dorothée quand elle est enfermée dans une salle du château de la sorcière. Pourtant, cette décision ne fut jamais appliquée, et Dorothée ne fit que reprendre le couplet principal.
La seule fois où le second couplet fut utilisé fut pendant l'enregistrement de The Wizard of Oz In Concert (Le Magicien d'Oz en concert), au cours duquel elle fut interprétée par la chanteuse et parolière Jewel. Le second couplet est chanté occasionnellement dans des productions théâtrales, il est le moins connu de la chanson.

## Reprises
En 1939, la chanteuse Léo Marjane reprend la chanson originale du film Le Magicien d'Oz dans une version française.
En 1958, le chanteur Gene Vincent reprend le titre pour Capitol Records
En 1980, le chanteur Jerry Lee Lewis en sort une reprise country sur son album Killer Country et elle devient par la suite un standard de l'artiste.
En 1981, le chanteur Phil Collins interprète Over the Rainbow à voix basse et insérée dans son tout premier album Face Value à la fin de la reprise des Beatles Tomorrow Never Knows en morceau caché.
En 1981, le chanteur Willie Nelson sort un album éponyme. Sur la face 2, il interprète en version country Over the Rainbow. l'album se classe 31 dans l'US chart.
En 1991, la chanteuse Shanice reprend la mélodie du refrain de Over the Rainbow dans l'intro de la chanson You Didn't Think I'd Come Back This Hard sortie sur l'album Inner Child.
En 1992, le groupe britannique Erasure reprend Over the Rainbow durant toute sa tournée The Phantasmagorical Entertainment. Le DVD The Tank, The Swan and The Balloon rééditait en 2004 l'un des concerts de cette tournée (initialement filmé le 8 juin 1992), incluant la reprise de la chanson.
En 1993, le chanteur Israel Kamakawiwo'ole, aussi connu sous le nom de IZ, doit sa renommée internationale grâce au pot-pourri qu'il a fait de cette chanson avec What a Wonderful World : Over the Rainbow / What a Wonderful World, qu'on retrouve dans de nombreux films. Cette version de la chanson est d'ailleurs la plus populaire.
En 1999, le chanteur Calvin Russell, reprend la chanson dans une version folky/bluesy sur l'album SAM
La version de Harry Nilsson est également largement diffusée, au cinéma, comme sur des compilations. La réalisatrice Nora Ephron a utilisé deux versions différentes de la chanson dans ses films Nuits blanches à Seattle (Sleepless in Seattle) (1993) et Vous avez un message (You've Got Mail) (1998). Les versions utilisées sont interprétées par Ray Charles puis Harry Nilsson, mais seulement cette dernière est incluse sur la « bande originale » (B.O.) à la sortie des films.
En 2017, la jeune chanteuse Grace VanderWaal reprend la chanson sur la version japonaise de son premier album Just the Beginning.
En juin 2017, la chanteuse Ariana Grande reprend la chanson lors de son concert « One Love Manchester » en hommage aux victimes de l'attentat survenu dans cette même ville le 22 mai 2017. La reprise a tellement ému ses fans qu'elle décide trois jours après le concert d'en faire un single dont les bénéfices seront reversés aux familles des victimes.
En janvier 2024, la chanteuse norvégienne AURORA reprend la chanson lors d'un live Queer Sounds, projet visant à sensibiliser les gens aux discriminations subies par les personnes de la communauté LGBTQIA+.

## Quelques apparitions

### Cinéma
- 1940 : Indiscrétions de George Cukor, chantonné par James Stewart
- 1971 : L'Abominable Docteur Phibes de Robert Fuest (générique final)
- 1992 : Nuits blanches à Seattle de Nora Ephron
- 1994 : Corrina, Corrina de Jessie Nelson
- 1997 : Contact, de Robert Zemeckis
- 1997 : Selena, de Gregory Nava
- 1997 : Volte-face, de John Woo
- 1998 : Rencontre avec Joe Black, de Martin Brest
- 1998 : Vous avez un mess@ge de Nora Ephron
- 2000 : À la rencontre de Forrester de Gus Van Sant, tout à la fin du film
- 2001 : The Majestic de Frank Darabont
- 2002 : CinéMagique (attraction du parc Walt Disney Studios)
- 2002 : Over the Rainbow, de Ahn Jin-woo
- 2003 : Save the Green Planet! de Jeong Jun-Hwan
- 2003 : Capitaine Sky et le Monde de demain de Kerry Conran, Le Magicien d'Oz passe au cinéma puis générique de fin.
- 2003 : Le fils du masque de Lawrence Guterman, au milieu du film
- 2004 : Amour et amnésie de Peter Segal
- 2005 : King Kong de Peter Jackson
- 2007 : Alpha Dog de Nick Cassavetes
- 2008 : Australia de Baz Luhrmann
- 2008 : Harvey Milk (Milk) de Gus Van Sant
- 2009 : Numéro 9 de Shane Acker
- 2010 : Donne-moi ta main de Anand Tucker
- 2010 : Hubble 3D (IMAX)
- 2010 : Happy happy de Anne Sewitsky
- 2011 : Décharge de Benoît Pilon
- 2014 : Blended de Adam Sandler
- 2016 : Camping 3 de Fabien Onteniente
- 2018 : A Star Is Born de Bradley Cooper
- 2019: Godzilla 2 : Roi des Monstres de Michael Dougherty (bande-annonce)

### Télévision
- 1999 : The X Files, saison 6, The Rain King
- 2000 : Ally McBeal
- 2000 : Young Americans
- 2002 : Urgences, saison 8, épisode 21, Sur la plage - Durant cet épisode qui marque la mort de Mark Greene, cette musique est interprétée à de nombreuses reprises.
- 2003 : Arrested Development
- 2003 : Charmed, saison 5, épisode 17, Les Leprechauns - juste après le générique
- 2005 : Cold Case : Affaires classées
- 2006 : Life on Mars
- 2006 : Scrubs, saison 5, épisode 7, Retour à la maison
- 2006 : Las Vegas, saison 4, épisode 1
- 2007 : Romantique Princesse (série dramatique taïwanaise)
- 2008 : Mafiosa, le clan
- 2010 : Glee
- 2011 : La Prof (Die Lehrerin (de)) - dernière scène avant générique
- 2012 : Mentalist, saison 4, épisode 21, Ruby Slippers - À la fin de l'épisode, Over the Rainbow est interprété sur scène.
- 2017 : One Love Manchester, chanson finale du concert, interprétée par Ariana Grande.
- 2021 : Docteure Doogie, série se déroulant sur Hawaii, île dont est originaire Iz, auteur d’une des adaptations.

### Jeu vidéo
- 1987 : Rainbow Islands (thème principal)
- OFF (musique de crédits)

### Interprétations et adaptations
- Judy Garland (1939)[5]
- Léo Marjane, adaptation sous le titre L'Arc en ciel (1939)[6]
- Frank Sinatra sur l'album Songs by Sinatra (1947)[7]
- Frances Langford en single (1948)
- Rosemary Clooney et Harry James sur l'album Hollywood's Best (1952)
- Perry Como et Sally Sweetland sur TV Favorites (1952)
- Titus Turner (en) sur le single Okeh 7027 (1954)
- The Del-Vikings sur le single Luniverse 106 (7/1957)
- Art Pepper sur Complete TV Studio Recordings (1957), Rehearsal Session and More (1978), Tête-À-Tête (1982)
- Gene Vincent GENE VINCENT & THE BLUE CAPS (Capitol,1958)
- Frankie Avalon sur Summer Scene (1960)
- Santo & Johnny sur Encore (Canadian-American, 1960)
- Tony Bennett sur A String of Harold Arlen (1960)
- Ella Fitzgerald sur Ella Fitzgerald Sings the Harold Arlen Song Book (1961)[8]
- Aretha Franklin sur Aretha With The Ray Bryant Combo (1961)
- Ray Charles sur Ingredients in a Recipe for Soul (1963)[9]
- I Ribelli, en italien sous le titre Arcobaleno (1968)
- Harry Nilsson sur A Little Touch Of Schmilsson In The Night (1973) {UK CD Reissue 2002}, et Vous avez un mess@ge -(You've Got Mail: Original Motion Picture Score) (1998/99)
- Le supergroupe argentin La Máquina de Hacer Pájaros en introduction du titre Marylin, La Cenicienta Y Las Mujeres de l'album Películas (1977)
- Rainbow sur On Stage (1977)
- Mireille Mathieu dans un show français "NUMERO UN" 1977, dans ses concerts OLYMPIA 2005 et sur le double album "Films et Shows", Capitol 2006.
- Shirley Bassey sur Yesterdays (1978)
- Jerry Lee Lewis en single (1980) / album Killer Country (1980)[10]
- Phil Collins, piste cachée de son premier album Face Value (1981)[11]
- Art Pepper et George Cables sur l'album Tête-À-Tête (1982)
- Barbra Streisand sur One Voice (1987)
- Olivia Newton-John sur Warm and Tender (1989)
- Maceo Parker sur Roots Revisited  (1990)
- Israel Kamakawiwo'ole : Over the Rainbow / What a Wonderful World sur l'album Ka'ano'i (1990)[12]
- Eva Cassidy sur The Other Side (1992)
- Erasure sur le DVD de concert The Tank, The Swan and The Balloon (1992/2004)
- Jevetta Steele dans Corrina, Corrina (1994)
- Marusha (1994), version rave
- Keith Jarrett sur La Scala (1995)
- Micheline Dax sur Les plus grands airs sifflés (1995)
- Tori Amos sur Hey Jupiter (1996)[13]
- Ricky Norton sur Little Sister (1996)
- Me First And The Gimme Gimmes sur Are a Drag (1999)
- James Galway sur Un-Break My Heart  (1999)
- Calvin Russell sur l'album Sam (1999)
- Harry Connick Jr sur Songs I Heard (2001)
- Cliff Richard : Somewhere Over The Rainbow/Wonderful World sur l'album Wanted (2001)
- Israel Kamakawiwo'ole sur Alone in Iz World (2001)
- Eric Clapton sur One more Car one more Rider (2002)[14]
- Aselin Debison (it) sur Sweet is the Melody (2002)
- Peter Cincotti sur l'édition Japonaise de son album éponyme Peter Cincotti (2003)
- Crystal Kay sur 4REAL & CK5 (2003/2004)
- Ray Charles et Johnny Mathis sur Genius Loves Company (2004)
- The Innocence Mission sur Now the day is over (2005)
- Kylie Minogue sur Showgirl Homecoming Live (2006)
- Juliette Greco sur l'album Le temps d'une chanson (2006)
- Nina Hagen avec le Capital Dance Orchestra sur Irgendwo auf der Welt  (2006)
- Petra Magoni & Ferruccio Spinetti sur Musica Nuda 2 (2006)
- Leona Lewis dans l'émission de télévision The X Factor (2006)
- Carly Simon sur Into White (2007)
- Queen sur collection (2007)
- Rufus Wainwright & Kate McGarrigle sur Rufus Does Judy at Carnegie Hall (2007)
- Angela Zhang dans le drama Taiwanais "Romantic Princess (en)" (2007)
- Beyoncé Knowles au Movies Rock (2007)[15]
- Connie Talbot âgée de 6ans! dans Britain's got talent (2007)
- Aoi Teshima sur The Rose (2008)
- Melody Gardot sur My One and Only Thrill (2009)
- Eddy Mitchell avec Melody Gardot, sous le titre Derrière l'arc-en-ciel, sur l'album Grand Écran (2009)
- Jeff Beck sur Emotion & Commotion (2010)
- Glee épisode 22, saison 1 : Journey to Regionals, Will Schuester & Noah Puckerman (2010)
- Nikki Yanofsky sur Ella...Of Thee I Swing (2008) et Nikki (2010)
- KOKIA album Musique à la carte (2010)
- Nolwenn Leroy dans l'émission de télévision « Les Grandes Voix Chantent pour le Sidaction » (2011)[16]
- Popa Chubby live 2011
- Ironing Board Sam (en) sur l'album Double Gang! (2012-Music Maker)
- Martina McBride sur from the Grand Ole Opry during the 2011 MDA Telethon (2011)[17]
- The Piano Guys (Jon Schmidt et Steven Sharp Nelson) 2012 (Disponible sur YouTube : recherchez « Somewhere Over the Rainbow - The Piano Guys »)
- Peter Hollens publiée sur YouTube en 2015
- Slash (date inconnue)
- Luce pendant la Nouvelle Star
- Ariana Grande en clôture du concert One Love Manchester (le 4 juin 2017)[18]
- Arielle Dombasle sur l'album Iconics (2024)

Et aussi : Norah Jones - Jason Castro - Connie Talbot - Jeff Beck - Sarah Vaughan - Gene Vincent - Anne Ducros - Jane Monheit - LeAnn Rimes - Doris Day - Katharine McPhee - Buckethead - Jewel - Tommy Emmanuel - Blink182 - Joe Satriani - Selena - Chet Baker - Mireille Mathieu - Tom Waits - Aselin Debison (it) - Harry Belafonte - Marusha - Scooter - Cosmic Gate - Sally Yeh - Impellitteri - Luce - Natalie Dessay...